# 地中海深海狗母魚
地中海深海狗母魚（学名：Bathypterois dubius）為輻鰭魚綱仙女魚目青眼魚亞目爐眼魚科的一種，分布於東大西洋區，包括冰島至獅子山、地中海海域，屬深海底棲性魚類，深度260-2800公尺，體長可達20.5公分，棲息在大陸坡底層水域，生活習性不明。